# Mikael Anderson
Mikael Neville Anderson, född 1 juli 1998, är en isländsk fotbollsspelare som spelar för svenska Djurgårdens IF. 

## Biografi
Anderson föddes på Island och har en isländsk mamma och jamaicansk pappa. och spelade sina första år i en lokal klubb. Familjen flyttade senare till Harlev i Danmark och han fortsatte spela fotboll där.

## Klubbkarriär
2009 bytte han till AGF och spelade fyra säsonger i deras ungdomslag innan han 2013 värvades av FC Midtjyllands akademi. Året innan fick han även provspela för engelska Aston Villa.
I augusti 2016 blev han erbjuden ett femårskontrakt av Midtjylland, men ville först inte skriva på. I oktober kom de till slut överens och han skrev på för fem år.
Superligaen-debuten kom mot sin gamla klubb AGF i december 2016.
I augusti 2017 blev han utlånad till division 1-laget Vendsyssel för resten av säsongen. Säsongen efter spenderade han på lån i nederländska Excelsior. Han återvände därefter till Midtjylland för säsongen 2019/2020 som ordinarie.
Den 27 juni 2025 värvades han av Djurgårdens IF på ett 4-årskontrakt.